# قره‌درق علیا ۲ (کلیبر)
قره‌درق علیا ۲ یکی از روستاهای استان آذربایجان شرقی است که در دهستان آبش‌احمد بخش آبش‌احمد شهرستان کلیبر واقع شده‌است.